# Roque, Mexiko
Roque är en ort i Mexiko.   Den ligger i kommunen Celaya och delstaten Guanajuato, i den centrala delen av landet, 220 km nordväst om huvudstaden Mexico City. Roque ligger 1 764 meter över havet och antalet invånare är 3 900.
Terrängen runt Roque är huvudsakligen platt, men norrut är den kuperad. Terrängen runt Roque sluttar söderut. Runt Roque är det tätbefolkat, med 343 invånare per kvadratkilometer. Närmaste större samhälle är Celaya, 6,9 km söder om Roque. Trakten runt Roque består till största delen av jordbruksmark.